# Cap de nen
Cap de nen, és una obra del pintor valencià Joaquim Sorolla i Bastida, l'obra mostra unes espatlles ben delineades a base de pinzellades grosses en blanc i verd donen pedestal a un rostre envaït, parcialment pel contundent efecte d'ombres i llums, tan famós en el pintor. Data del període de 1870-1900. Està executat en oli sobre taula i mesura 16.5 cm d'alçada per 14.8 cm d'amplada.

## Anàlisi del quadre
La pintura mostra una subtil ganyota de la boca en el caràcter del nen. Aquesta pintura dista una mica del seu treball que comunament presenta, per exemple Nens a la platja, plens de reflexos de llum. En aquesta obra semblaria que la freda obscuritat del fons del llenç refermés la vocació de l'autor per la representació de la llum. Sorolla, representa diferents matisos lluminosos.